# Fußball in Tschechien

Logo des tschechischen Fußballverbandes

Fußball ist in Tschechien neben Eishockey die populärste Sportart.

## Verband
Der Fußballverband der Tschechischen Republik (Fotbalová asociace České republiky, abgekürzt FAČR) vertritt knapp 4.000 Vereine und ca. 625.000 Mitglieder.

## Ligasystem

### Meisterschaft
Die Fußballmeisterschaft wird auf mehreren Ebenen ausgetragen:
- die höchste Liga, früher auch die erste Fußballliga (první fotbalová liga), hat wechselnde Namen benannt nach ihrem jeweiligen Sponsor
- die zweithöchste Spielklasse im tschechischen Fußball ist die Fotbalová národní liga
- die dritthöchste Spielklasse und zugleich die höchste Amateurklasse ist die Tschechische Fußballliga (Česká fotbalová liga) in Böhmen sowie Mährisch-Schlesische Fußballliga (Moravskoslezská fotbalová liga) in Mähren und Schlesien.
- die vierthöchste Spielklasse sind die Divisionen: Divize A, Divize B und Divize C in Böhmen und Divize D sowie Divize E in Mähren und Schlesien

Darunter gibt es mehrere lokale Wettbewerbe.

### Pokalwettbewerb
Neben der Meisterschaftsspielen nehmen tschechische Mannschaften am Tschechischen Fußballpokal teil, der 1970–1993 Český Pohár hieß, seit 1993 dann Pohár ČMFS.